# Селановці
Села́новці (болг. Селановци) — село у Врачанській області Болгарії. Входить до складу общини Оряхово.

## Населення
За даними перепису населення 2011 року у селі проживали 3540 осіб.
Національний склад населення села:
| Національність   | Кількість осіб | Відсоток |
| ---------------- | -------------- | -------- |
| болгари          | 2646           | 95,7%    |
| цигани           | 97             | 3,5%     |
| турки            | 9              | 0,3%     |
| інша             | 7              | 0,3%     |
| не визначились   | 5              | 0,2%     |
| Всього відповіли | 2764           |          |

Розподіл населення за віком у 2011 році:
Динаміка населення: